# Shin Koyamada
Shin Koyamada (jap. 小山田真 Koyamada Shin; ur. 10 marca 1982 w Okayamie) – amerykański aktor i producent filmowy pochodzenia japońskiego.

## Filmografia
- 2002-2003: Power Rangers Wild Force jako Agent
- 2003: Ostatni samuraj (Last Samurai, The) jako Nobutada
- 2003: Ninja Pays Half My Rent A jako Czarny Ninja
- 2003-2004: Agent przyszłości (Jake 2.0) jako Shinji Makito
- 2005: Constellation jako Yoshito
- 2006: Wine Road of the Samurai jako on sam
- 2006: Wendy Wu: Homecoming Warrior jako Shen
- 2007: Good Soil jako Jinbei Masuda

## Debiut
Sławę przyniosła mu rola w filmie pt. "Ostatni samuraj" jako Nobutada.